# تیک نوس پوس (آریزونا)
تیک نوس پوس (به انگلیسی: Teec Nos Pos) یک منطقهٔ مسکونی در ایالات متحده آمریکا است که در شهرستان آپاچی، آریزونا واقع شده‌است. تیک نوس پوس ۳۷٫۰۴ کیلومتر مربع مساحت و ۴٬۱۱۲ نفر جمعیت دارد و ۱٬۵۸۸ متر بالاتر از سطح دریا واقع شده‌است.